# 女子ボクサー一覧
女子ボクサー一覧（じょしボクサーいちらん）は、女子ボクサー（プロとアマチュアの両方）の一覧。男子は男子ボクサー一覧を参照のこと。
五十音順に列記する。

## あ行
- 青木沙耶香
- 赤林檎
- 秋田屋まさえ
- アゲハアンドロイド
- ニコラ・アダムズ
- ニッキ・アドラー
- シャロン・アニオス
- ラジャ・アマシェ
- マイバ・アマドゥシェ
- アドリアーナ・アラウージョ
- ガブリエラ・アラニス
- モンセラット・アラルコン
- レイラ・アリ
- ビクトリア・アルゲッタ
- ジャスミン・アルティガ
- ヨハナ・アルフォンソ
- フェルナンダ・アレグレ
- ジョセリン・アローヨ・ルイス
- 安藤麻里
- 李恩惠
- 李仁栄
- 伊賀薫
- 石川海
- 石川範子
- 池原シーサー久美子
- 池本夢実
- 池山直
- 猪崎かずみ
- 伊藤沙月
- 伊藤知子
- 伊藤まみ
- 稲元真理
- 入江聖奈
- 岩川美花
- ケイティ・ウィルソン・カスティーヨ
- 呉沛儀
- シェルビー・ウォーカー
- ヴォンダ・ウォード
- エヴァ・ウォールストローム
- カロリーナ・ウカシク
- 鵜川菜央
- アン・ウルフ
- アナ・エステチェ
- セニエサ・エストラーダ
- マーレン・エスパーザ
- 江畑佳代子
- ケニア・エンリケス
- 大内さくら
- 大澤あねら
- 大関沙織
- 小笠原恵子
- 岡田敦子
- 緒方汐音
- 奥田朋子
- 小澤瑶生
- 小田美佳
- ソフィア・オチガワ
- アレハンドラ・オリベラス
- アイリーン・オルシェウスキー
- エリザ・オルソン

## か行
- パオラ・カサリヌオバ
- オクサンディア・カスティーヨ
- クリスティー・ガナウェイ
- 金子真理
- 狩野ほのか
- 上村里子
- ノリコ・カリヤ
- アロンドラ・ガルシア
- イルマ・ガルシア
- 川西友子
- 神田桃子
- 菊川未紀
- 菊地奈々子
- 菊池真琴
- 鬼頭茉衣
- 木下鈴花
- 金光玉
- 金珠熙
- 金孝玟
- キム・ヘソン
- シャンテル・キャメロン
- ホルヘリナ・グアニーニ
- グエン・ティ・トゥ・ニ
- 釘宮智子
- カティア・グティエレス
- カロリーナ・グティエレス・ガイテ
- ソル・クドス
- 熊谷直子
- キム・クラヴェル
- スベトラーナ・クラコワ
- ストイカ・クラステバ
- シャダシア・グリーン
- エリカ・クルス
- 黒木優子
- 黒田陽子
- チェ・ケネアリー
- 郷司利也子
- アマラー・ゴーキャットジム
- シャノン・コートネイ
- 古賀友子
- 越石優
- エマ・コズィン
- 小関桃
- 小村楓香
- 小林悠梨
- セシリア・コムナレス
- イェセニア・ゴメス
- マイラ・ゴメス
- アスレイ・ゴンサレス・マシアス
- ジェシカ・ゴンザレス

## さ行
- 蔡宗菊
- 佐伯霞
- 坂本奈緒子
- アン・サクラート
- 櫻田由樹
- 漣バル
- イベス・サモラ
- 佐山万里菜
- マーサ・サラザー
- ファトゥマ・ザリカ
- 沢田真理
- ダイアナ・サンタナ
- アナイ・サンチェス
- クラレッサ・シールズ
- ジェット・イズミ
- オシャエ・ジョーンズ
- ナターシャ・ジョナス
- 四ヶ所麻美
- 柴田早千予
- 柴田直子
- ジプシー・タエコ
- 島野りーみん
- シュガーみゆき
- レオネラ・ジュディカ
- チェルネカ・ジョンソン
- シン・ボミリ
- 真道ゴー
- 真保輝子
- 新本亜也
- オグレイディス・スアレス
- 須賀寿江
- エリー・スコットニー
- 鈴木菜々江
- 鈴木なな子
- クララ・スヴェンソン
- アニヤ・セキ
- エリン・セダルース
- レナータ・セベレディ
- アマンダ・セラノ
- シンディ・セラノ
- ミア・セント・ジョン
- 袖岡裕子
- ディナ・ソルスランド

## た行
- 高木千尋
- 高倉日向
- 高築正子
- 高野人母美
- 高野由美
- 高橋怜奈
- 竹中佳
- 多田悦子
- 田中奈浦子
- ラニ・ダニエルズ
- 谷山佳菜子
- ステファニー・ダブス
- 千本瑞規
- チャオズ箕輪
- ジェシカ・チャベス
- 張喜燕
- 陳念琴
- 土田奈緒子
- つのだのりこ
- デボラ・ディオニシウス
- リアノン・ディクソン
- マリエ＝イブ・ディケアー
- キャシー・デービス
- タマラ・デマルコ
- カロリーナ・デュアー
- 天海ツナミ
- 天空ツバサ
- 天心アンリ
- 東郷理代
- エリン・トーヒル
- アナ・マリア・トーレス
- 富樫直美
- アナスタシア・トクタロヴァ
- ロシレッテ・ドス・サントス
- マリアン・トリミアー

## な行
- 長井香織
- 中沢夏美
- 中野真由美
- 中村千香
- 中村ルミ
- ジュジース・ナガワ
- ジャッキー・ナバ
- アリシア・ナポレオン
- 並木月海
- クリス・ナムス
- 成田佑美
- スカイ・ニコルソン
- 西田久美子
- 西村聡美
- 仁里奈那美
- トリー・ネルソン
- 野口智代

## は行
- ヘザー・ハーディ
- トーニャ・ハーディング
- テリー・ハーパー
- フェムケ・ハーマンズ
- グアダルーペ・バウティスタ
- アリシア・バウムガードナー
- サラ・ハギガット＝ジュー
- ヨカスタ・バジェ
- エリス・パチェコ
- 葉月さな
- サダフ・ハデム
- バーバラ・バトリック
- 花形冴美
- イヴァナ・ハバジン
- ディー・ハマグチ
- 林田昌子
- エヴァ・ハラシ
- ダリス・パルド
- レジーナ・ハルミッヒ
- ジェニファー・ハン
- エワ・ピアットコフスカ
- ステファニー・ビアンキーニ
- 日向野知恵
- アレハンドラ・ヒメネス
- ニーナ・ヒューズ
- 平山夢
- 晝田瑞希
- 廣本江瑠香
- サムソン・トー・ブアマッド
- マリアナ・フアレス
- ルーデス・フアレス
- エスタ・フィリ
- キャサリン・フィリ
- 風神ライカ
- ガブリエラ・ブービエ
- ベアトリス・フェレイラ
- 藤岡奈穂子
- 藤澤ノリ
- 藤満霞
- 藤本奈月
- 藤本りえ
- 藤原茜
- 藤原芽子
- ビクトリア・ブストス
- ローレン・プライス
- ダイアナ・プラザック
- ジェシカ・ネリ・プラタ
- アナ・フラトン
- ナンシー・フランコ
- エバニー・ブリッジス
- 古川夢乃歌
- ジャッキー・フレージャー・ライド
- レリー・ラズ・フローレス
- ガブリエラ・フンドラ
- エワ・ブロドニッカ
- アデラ・ペラルタ
- ゲオヴァナ・ペレス
- サブリナ・マリベル・ペレス
- パトリシア・ベルグルト
- デルフィーヌ・ペルスーン
- エブリン・ベルムデス
- ダニエラ・ベルムデス
- ジェネス・ペレス
- テレサ・ペロッツィ
- 平安山裕子
- 弘蘇云
- 黄篠雯
- ルイサ・ホートン
- シャアラ・ホール
- チーベル・ホールバック
- ローズ・ボランテ
- サラ・ボルマン
- ホリー・ホルム

## ま行
- サバンナ・マーシャル
- クリスティ・マーチン
- マーベラス森本
- ニーナ・マインケ
- 前田宝樹
- メアリー・マギー
- アン＝ソフィー・マシス
- 松岡瑞稀
- レイラ・マッカーター
- メリッサ・マックモロー
- 松田恵里
- 松田玲奈
- エディス・マティセ
- マリア・エレナ・マデルナ
- サラ・マフフード
- グアダルーペ・マルティネス
- キナ・マルパーティーダ
- 丸山礼子
- ミサコ山崎
- 水谷智佳
- 水野知里
- 満田美紀
- ジェイミー・ミッチェル
- 緑川アイラ
- 宮尾綾香
- 三好喜美佳
- アレリー・ムシーニョ
- ミカエラ・メイヤー
- シュレッタ・メトカーフ
- ヤミレス・メルカド
- エステル・モッセリー
- ケーシー・モートン
- マイラ・モネオ
- 森美穂
- 森本圭美
- カリーナ・モレノ
- モンブランみき

## や行
- 八島有美
- 安田由紀奈
- 柳井妃奈実
- 矢吹純
- 山家七恵
- 山口直子
- 山下奈々
- 山崎静代
- 山田紗暉
- 山田真子
- 山中菫
- ドゥダ・ヤンコビッチ
- 横関夏芽
- 好川菜々
- 吉川梨優那
- 吉田実代

## ら行
- サンディ・ライアン
- ルシア・ライカ
- ブリジット・ライリー
- ナディア・ラオウイ
- ナターシャ・ラゴシーナ
- ニナ・ラドバノビッチ
- ミリアム・ラマール
- マリベル・ラミレス
- リア・ラムナリン
- ベリンダ・ララキュエント
- ハンナ・ランキン
- クリスティーナ・リナルダトゥ
- マイヤリン・リバス
- 柳明玉
- ステイシー・リール
- マリア・リンドバーグ
- アデライダ・ルイズ
- リンダ・ルッカ
- ユリアン・ルナ
- ヴァネッサ・ルパージュ＝ジョアニス
- ミカエラ・ルハン
- セゴレーヌ・ルフェーブル
- ティナ・ルプレヒト
- カーリー・レイス
- クララ・レスクラート
- ジェニファー・レッツケ
- マリア・セシリア・ローマン
- ミカエラ・ローレン
- カロリナ・ロドリゲス
- ナザレナ・ロメロ
- クラウディア・ロペス
- デボラ・アナイ・ロペス
- ロリト麻理菜

## わ行
- 若狭与志枝
- 和田まどか
- 王亜男